# Meistaradeildin (1970)
Meistaradeildin 1970 – 28. sezon pierwszej ligi piłki nożnej archipelagu Wysp Owczych. W rozgrywkach brało udział 5 zespołów, mistrzem został KÍ Klaksvík, zwycięzca poprzednich czterech sezonów

## Uczestnicy
| Uczestnicy Meistaradeildin 1969                                                                               | Uczestnicy Meistaradeildin 1969 | Uczestnicy Meistaradeildin 1969 | Uczestnicy Meistaradeildin 1969 |
| --- | ------------------------------- | ------------------------------- | ------------------------------- |
| KÍ | KÍ Klaksvík                     | 1                               |                                 |
| HB | HB Tórshavn                     | 2                               |                                 |
| TB | TB Tvøroyri                     | 3                               |                                 |
| B36 | B36 Tórshavn                    | 4                               |                                 |
| VB | VB Vágur                        | 5                               |                                 |
| Oznaczenia: - kolumna pierwsza – skróty nazw drużyn, - kolumna trzecia – miejsce zajęte w poprzednim sezonie. |                                 |                                 |                                 |

## Rozgrywki

### Tabela ligowa
| Lp. | Drużyna         | M | Z | R | P | Bramki | Bramki | Różn. | Pkt | Uwagi |
| --- | --------------- | - | - | - | - | ------ | ------ | ----- | --- | ----- |
| 1   | KÍ Klaksvík (M) | 8 | 6 | 0 | 2 | 27     | 6      | +21   | 12  |       |
| 2   | HB Tórshavn     | 8 | 4 | 2 | 2 | 23     | 16     | +7    | 10  |       |
| 3   | TB Tvøroyri     | 8 | 4 | 1 | 3 | 15     | 13     | +2    | 9   |       |
| 4   | VB Vágur        | 8 | 2 | 1 | 5 | 10     | 32     | −22   | 5   |       |
| 5   | B36 Tórshavn    | 8 | 1 | 2 | 5 | 9      | 17     | −8    | 4   |       |

### Wyniki spotkań
| Gospodarz \ Gość | B36 | HB  | KÍ  | TB  | VB   |
| B36 Tórshavn     |     | 2:2 | 1:2 | 0:1 | 5:0  |
| HB Tórshavn      | 5:1 |     | 3:2 | 4:2 | 7:0  |
| KÍ Klaksvík      | 4:0 | 4:0 |     | 3:0 | 10:0 |
| TB Tvøroyri      | 3:0 | 1:1 | 0:1 |     | 4:2  |
| VB Vágur         | 0:0 | 4:1 | 2:1 | 2:4 |      |

Aktualne na 27 czerwca 2012. Źródło: FaroeSoccer.com
Objaśnienia:
1Drużyna gospodarzy jest wymieniona po lewej stronie tabeli.
Kolory: zielony – zwycięstwo gospodarzy, żółty – remis, różowy – zwycięstwo gości.